# Oleai Sports Complex
El Oleai Sports Complex es un estadio de usos múltiples en Saipán (Islas Marianas del Norte). Actualmente se utiliza sobre todo para los partidos de fútbol y sirve como el hogar del equipo de fútbol nacional de Islas Marianas del Norte. Tiene una capacidad de 2000 personas. La superficie  de hierba posee una pista de atletismo alrededor del perímetro. Está dirigido por el gobierno de las Islas Marianas del Norte. Una sala de pesas y un gimnasio se encuentran en el sitio, el gimnasio recibe partidos de baloncesto y voleibol. Fue utilizado para el segundo Campeonato de Atletismo de Micronesia en 2005 y se ha utilizado como un centro de formación, recibiendo equipos de atletismo. También alberga competiciones de béisbol de Pequeñas Ligas. 